# 保科洋

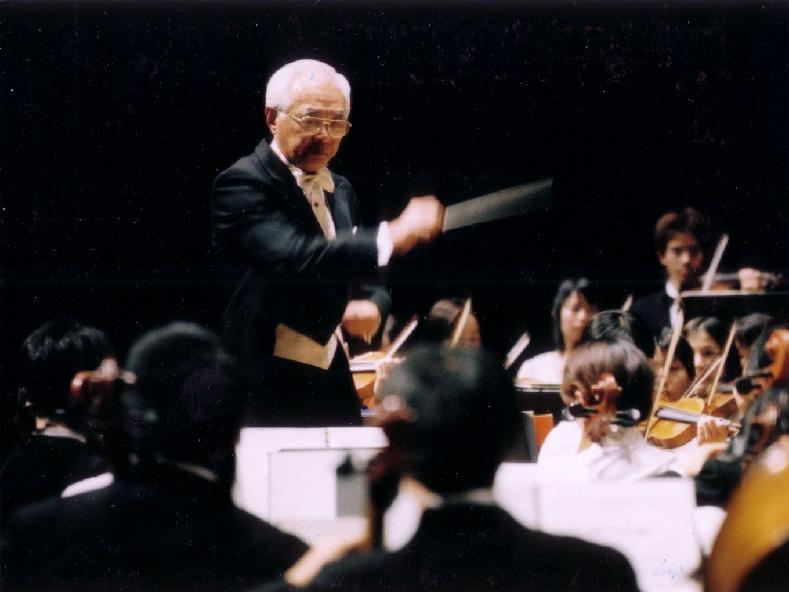
A.ブルックナー：交響曲第8番を指揮する保科洋 ～ 2003年11月16日岡山大学交響楽団第50回記念定期演奏会大阪公演より（ザ・シンフォニーホール（大阪））

保科 洋（ほしな ひろし、1936年1月31日 - ）は、日本の作曲家、編曲家、指揮者。

## 人物・来歴
東京都生まれ。1960年東京芸術大学作曲科卒。作曲を長谷川良夫、指揮法を渡邉暁雄に師事。卒業作品にて第29回毎日コンクール作曲部門（管弦楽）で第1位受賞。以後作曲活動の傍ら、東京音楽大学、愛知県立芸術大学、兵庫教育大学で教鞭をとり、兵庫教育大学名誉教授。作陽音楽大学客員教授、浜松アクト音楽院音楽監督を歴任。日本バンドクリニック委員会名誉顧問。作品は管弦楽曲、オペラ、室内楽、ミュージカルなど幅広く、吹奏楽では日本を代表する作曲家の一人。
管弦楽分野では、1966年より岡山大学交響楽団の常任指揮者となり、同団を全国的な水準へ押し上げた。保科アカデミー室内管弦楽団“アンサンブル＝ハルモニア”（岡山大学交響楽団OBによる室内楽団）名誉指揮者および音楽総監督。
作曲家の兼田敏とは東京芸術大学の同級生であり、吹奏楽の普及にともに尽力する。2009年、管弦楽作品：ホルン協奏曲「巫女の舞」がイタリアのポルチア国際ホルンコンクール本選課題曲に選ばれる。
保科の吹奏楽曲は、全日本吹奏楽コンクールの自由曲やコンサートで度々取り上げられ、「復興」「風紋」「古祀」は人気曲である。全日本吹奏楽コンクール課題曲としてはこれまでに4度取り上げられ、その全てが公募ではなく、全日本吹奏楽連盟の委嘱作品である。
神奈川大学吹奏楽部の演奏会に客演指揮として出演が多く、これまでに4度出演している（第40回、第46回、第48回、第50回定期演奏会）〈2018年時点〉。
2015年11月瑞宝中綬章受章。

## 主な作品

### 管弦楽作品
- オーケストラのための「寂」（岡山大学交響楽団第20回定期演奏会記念作品）
- 祀（岡山大学交響楽団第25回定期演奏会記念作品）
- 祝典舞曲（岡山大学交響楽団第30回定期演奏会記念作品。1985年、吹奏楽版を関西学院大学応援団総部吹奏楽部が初演）
- オーケストラのための「饗宴」（岡山大学交響楽団第35回定期演奏会記念作品）
- 創生の詩（吹奏楽版は三木市吹奏楽団委嘱作品 管弦楽版は岡山大学交響楽団第40回定期演奏会記念作品）
- 管弦楽のための変奏曲（岡山大学交響楽団第45回定期演奏会記念作品）
- Jubilant prelude「祝祭前奏曲」（岡山大学交響楽団第50回定期演奏会記念作品）
- Requiem 〜ある青年の死を悼んで〜（岡山大学交響楽団第51回定期演奏会委嘱作品）
- 独奏ホルンのための管弦楽作品「巫女の舞」（保科アカデミー室内管弦楽団第10回定期演奏会にあたり、1969年岡山大学交響楽団を卒部した杉本賢志の為に作曲 第21回イタリア・ポルチア国際ホルンコンクール本選課題曲）
- 「はだしのゲン」管弦楽セレクション（岡山大学交響楽団第55回定期演奏会記念作品 後にオペラ「はだしのゲン」を管弦楽曲に改編）
- 風紋（原典版）[管弦楽版]（保科アカデミー室内管弦楽団創立15周年記念特別演奏会にあたり、同名の吹奏楽曲から編曲）
- 懐想譜 [管弦楽版]（保科アカデミー室内管弦楽団第5回定期演奏会にあたり、同名の吹奏楽曲から編曲）
- 復興 [管弦楽版]（岡山大学交響楽団第60回定期演奏会のため、2013年に同名の吹奏楽曲から編曲）

### 吹奏楽作品
- 古祀（1980年 ヤマハ吹奏楽団浜松の委嘱により管弦楽曲「祀」を吹奏楽版に編曲。1998年に改訂）
- 愁映（1984年 関西学院大学応援団総部吹奏楽部創立30周年委嘱作品 1999年に改訂）
- 吹奏楽のためのカタストロフィ（1973年 静岡県立浜松工業高等学校吹奏楽部委嘱作品）
- 吹奏楽のためのカプリス（1974年 ヤマハ吹奏楽団浜松委嘱作品 第1回笹川賞創作曲コンクール吹奏楽部門1位受賞作品）
- 交響的断章（1972年 ヤマハ吹奏楽団浜松委嘱作品）
- 懐想譜（2001年 兵庫教育大学吹奏楽部退官記念作品）
- 五月によせて（1999年 日本吹奏楽指導者クリニック30周年記念委嘱作品）
- 風薫る五月に（2001年 日本吹奏楽クリニック委員会委嘱作品）
- 秋空への賛歌（2004年 神奈川大学吹奏楽部委嘱作品 ミッドウエストクリニックにおいて作曲者指揮により初演）
- 交響曲（1996年 木村吉宏の委嘱作品）
- イルミナッシォン《若き日への蜃気楼》（2000年 高槻市音楽団管楽部委嘱作品）
- コンサート・マーチ「アンタルスの王子」（1966年作曲）
- コンサート・マーチ「クリスタル・ロード」(1989年 兵庫教育大学吹奏楽部委嘱作品）
- シンフォニック・オード（1986年 福井ブラス・アカデミー委嘱作品）
- リフレクション－映像－（1992年 東芝EMIの委嘱〈新実践吹奏楽指導全集作成のため〉）
- ファンファーレとセレブレーション（1991年 関西大学吹奏楽部委嘱作品）
- 栄光を超えて（2004年 関西学院大学応援団総部吹奏楽部創部50周年記念委嘱作品）
- 響宴I（1988年 ナゴヤ・ディレクターズバンド創立20周年記念委嘱作品）
- 響宴II（1990年 兵庫教育大学吹奏楽部の委嘱により、管弦楽曲「響宴Ⅱ」を吹奏楽版に編曲）
- 吹奏楽のための交響的変容「澪明」（1989年 大阪市市制100周年記念 大阪市音楽団委嘱作品）
- 独奏テューバと管楽合奏のためのコンチェルティーノ（1988年 チューバ奏者香川千楯のための作品）
- 遙かなる歌（1987年 熊本大学吹奏楽部委嘱作品）
- Lamentation To ──(Theme and Variations)（1999年、弦楽曲“管弦楽のための変奏曲”を第2変奏を除いて吹奏楽版に編曲したもの。「Lamentation to 兼田敏」である。兼田敏との「お互いのためのレクイエムを書く」という約束から作曲した。なお、兼田敏は「嗚呼!」を作曲していた。）
- パストラーレ（1985年 日本吹奏楽クリニック委員会委嘱）
- マリンバとバンドの為のカプリス（1991年 福井ブラスアカデミー委嘱作品）
- 椛（はなのき）（1981年 東海吹奏楽連盟創立20周年委嘱作品）
- そよ風（マーチ）（1994年 愛知県国民体育大会実行委員会委嘱作品）
- メモワール（1996年 福井ブラスアカデミー委嘱作品）
- 碧き彼方へ（1997年 航空中央音楽隊委嘱作品 新隊庁舎落成記念）
- 音づくりのエチュード（2001年 福井ブラスアカデミー委嘱作品）
- 復興（2010年 ヤマハ吹奏楽団浜松委嘱作品 1月にサントリーホールで初演され、同年に開かれた第58回全日本吹奏楽コンクールで金賞を受賞 英題は「The Rebirth」）
- オルランド・ディ・ラッソの主題による変奏曲（2012年）
- 翔陽（2012年 三田学園中学校・高等学校吹奏楽部 創部100周年記念演奏会委嘱作品）
- オネイロス（2015年 第18回 21世紀の吹奏楽“響宴”委嘱作品）
- 3つのコラール 教会の窓辺で/黄昏のうた/祈りのことば（2015年 ウィンズスコア出版 吹奏楽基礎合奏 スーパー・サウンド・トレーニングの中の一部）
- 碧空の翼（2015年 航空自衛隊中部音楽隊委嘱作品）
- 交響曲第2番（2016年 広島ウィンドオーケストラによる「保科洋80歳記念プロジェクト」のための委嘱作品）
- 吹奏楽のための交響曲第3番（2020年 東京佼成ウインドオーケストラ創団60周年記念委嘱作品）

#### 全日本吹奏楽コンクール課題曲
※4作品全て全日本吹奏楽連盟の委嘱作品
| 年度   | 曲名             | 備考                                                                                       | 課題曲番号 |
| ------ | ---------------- | ------------------------------------------------------------------------------------------ | ---------- |
| 1976年 | カンティレーナ   |                                                                                            | B          |
| 1987年 | 風紋             | 1999年 作曲当時の構想に基づいた原典版を出版 課題曲版の演奏時間が約5分に対し、原典版は約8分 | A          |
| 1998年 | アルビレオ       |                                                                                            | III        |
| 2017年 | インテルメッツォ |                                                                                            | III        |

### 声楽作品
- オペラ「はだしのゲン」（1981年）
- ここにあるもの（混声四部 作詞/藤谷貴暢 兵庫県小野市市制50周年記念）
- 合唱組曲「このみち」（混声三部または四部 作詞/金子みすず 兵庫教育大学退官記念、同学芸術系音楽コース合唱団のために作曲）
- 貝殻の歌（1964年 混声四部 作詞/保科洋）

### 室内楽作品
- トロンボーン・テューバとピアノのための対話 [2017]
- 2台のマリンバのためのシャコンヌ [2015]
- 木管五重奏「無邪気ないたずら」[2010]
- クリオネのワルツ －流氷と戯れるクリオネの踊り－ [2008]（金管バンドの為の）
- Impression for Flute Orchestra [2003]
- 薄明かりの歌(バスーン又はユーフォニウムとピアノのための）[2003]
- 祈り そして 戯れ ~ 光りのもとの ~（オーボエとピアノの為の）[2003]
- 寂燈（木管五重奏）[2002]
- シェリアク（弦楽合奏）[2002]
- 深淵（クラリネットとピアノの為の）[2000]
- 3本のヴィオラとピアノの為のカプリス [1996]
- Requiem 1995 ~ A L’aube de Kobe (for Clarinet Orchestra) [1995]
- 妖精の夢（無伴奏フルート・ソロ）[1994]
- ファンタジー（ユーフォニァムとピアノの為の）[1986]
- ソナチネ（木管五重奏）[1982]
- アラベスク（サキソフォン四重奏）[1979]

### 編曲作品

#### 吹奏楽への編曲
- バルトーク：弦楽器と打楽器とチェレスタのための音楽(第１、第４楽章のみ）
- ガーシュウィン：ラプソディ・イン・ブルー、パリのアメリカ人
- シュトラウス：喜歌劇「こうもり」より序曲
- スメタナ：交響詩「わが祖国」より「モルダウ」
- チャイコフスキー：バレエ音楽「眠れる森の美女」作品66、バレエ音楽「白鳥の湖」作品20より
- ドビュッシー：弦楽四重奏ト短調 第1楽章
- ドボルザーク：「弦楽セレナーデ」より
- ファリャ：演奏会用組曲「三角帽子」
- ムソルグスキー：「展覧会の絵」
- ワーグナー：オペラ「ローエングリン」より「エルザの大聖堂への行進」
- ファンタジア四季（日本の唱歌6曲のメドレー、混声三部または女声三部、箏（十三弦2パート、十七弦1パート、シンセサイザーで代用可能）を含む）

#### 管弦楽への編曲
- シューベルト：「魔王」（管弦楽伴奏版）、「ます」（管弦楽伴奏版）
- ドビュッシー：「夢」
- ファンタジア四季（日本の唱歌6曲のメドレー、混声三部または女声三部、箏（十三弦2パート、十七弦1パート、シンセサイザーで代用可能）を含む）
- 兼田敏：シンフォニックバンドのためのパッサカリア

## 著書
- 生きた音楽表現へのアプローチ—エネルギー思考に基づく演奏解釈法（音楽之友社(1998/05) ISBN 4276140110）
- 和声応用のたのしみ — より色彩的な伴奏法をめざして（田畑 八郎との共著 音楽之友社 (1985/03) ISBN 4276315514）
- 楽曲分析と演奏解釈 〜「悲愴」「風紋」を例として〜 (Hoshina Music Office)

## Hoshina Music Office
保科洋の個人音楽事務所。主に、作品管理、他社で出版されていない作品の楽譜の出版やレンタル等を行う。